# Гафт Валентин Йосипович
Валентин Йосипович Гафт (рос. Валентин Иосифович Гафт; 2 вересня 1935, Москва — 12 грудня 2020, Жаворонки) — радянський і російський актор театру та кіно, театральний режисер, поет та письменник, Народний артист РРФСР (1984).

## Біографія
Народився 2 вересня 1935 року у Москві в єврейській родині вихідців з Чернігівської області міста Прилуки Йосипа Романовича (1907—1969) й Ґіти Давидівни (1908—1993) Гафт.
Навчаючись у школі, почав брати участь у шкільних виставах. Водночас нікому не зізнавався в тому, що хоче стати артистом. Вступати в театральне училище вирішив потайки. Документи подав до Щукінського училища й до Школи-студії МХАТ. Випадково, за два дні до іспитів, Валентин Гафт зустрів на вулиці відомого актора Сергія Столярова й попросив «прослухати» його. Столяров хоч і здивувався, але не відмовив і навіть допоміг порадами. У Щукінськім училищі Валентин Гафт пройшов перший тур, але не пройшов другий. Проте в школу-студію МХАТ вступив з першої спроби, склавши іспит на «відмінно».
У 1957 році закінчив Школу-студію МХАТ (майстерня В. О. Топоркова), після закінчення дебютував на сцені Театру ім. Моссовета (з рекомендаціями від Д. М. Журавльова). Через деякий час — в Театрі на Малій Бронній, потім — в А. О. Гончарова в маленькому театрі на Спартаківській вулиці. Справжні роботи почали виходити тільки в А. Ефроса в Ленкомі.
Дебютував у кіно 1956 року в фільмі «Вбивство на вулиці Данте». З 1969 по 2020 роках був актором театру «Современник». Також відомий своїми епіграмами.
12 грудня 2020 року помер у своєму будинку на 86-му році життя.

### Приватне життя
Першою дружиною була модель Олена Ізоргіна. Другим був шлюб з балериною Інною Єлісеєвою, в них народилася донька Ольга, проте на початку 1980-х років Гафт і Єлисеєва розлучилися. Донька Ольга загинула у вересні 2002 року, покінчивши життя самогубством. Остання дружина — акторка Ольга Остроумова, під впливом якої Валентин Гафт охрестився у православ'я.

### Відомі ролі
- Покойовий у картині «Здорові були, я ваша тітка»
- Сидорин у фільмі «Гараж»
- Сатанеєв у «Чародіях»
- Волянд у «Майстрі і Маргариті» Юрія Кари.

## Громадянська позиція
У вересні 2015 року на російському телевізійному каналі НТВ вийшов пропагандистський документальний фільм «Чорний список Порошенка» за участю Валентина Гафта. В інтерв'ю актора, що послідувало виданню «Гордон» журналістка Наталія Двалі, серед іншого, спитала Гафта відносно його деяких висловлювань у цьому фільмі:
|  | – «Гордон»: У документальному фільмі НТВ Ви ще додали: "Я – путініст", – і що поважаєте президента РФ. – Гафт: Завжди говорю те, що думаю ... Кому потрібна Україна? Крим віддано вам несправедливо, це російська територія, за неї бозна скільки боролися, пролили кров. |

Інша цитата:
Я — путинец, со мной опасно об этом говорить (про антивладні виступи в РФ). Я уважаю его (Путіна), и мне он нравится. Россия — ей богом отпущено быть чище и сильнее других.
Був включений до списку діячів культури, дії яких загрожують національній безпеці України, фігурант бази даних центру «Миротворець» як особа, що становить загрозу національній безпеці України та міжнародному правопорядку.

## Фільмографія
- 1956 — Поет — Андре
- 1956 — Вбивство на вулиці Данте — марсель Ружі
- 1958 — Олеко Дундич — французький солдат
- 1960 — Нормандія-Німан — Мілле
- 1960 — Російський сувенір — Клод Жерар, французький композитор
- 1961 — Підводний човен (короткометражний) — Джим Темпл
- 1965 — Ми, російський народ — Боєр
- 1966 — Два роки над прірвою — штандартенфюрер Граузе
- 1967 — Митя (фільм-спектакль) — Митя, Дмитро Іванович Мартинов
- 1967 — Перший кур'єр — Микола Карлович фон Гесберг — жандармський ротмістр
- 1968 — Інтервенція — «Довгий», Каро
- 1968 — Каліф-Лелека — Кашнур, чарівник
- 1968 — Новенька — Костянтин Федорович Баранцев, тренер
- 1969 — Жди мене, Анна — клоун
- 1969 — Сімейне щастя (кіноальманах) — прикажчик
- 1970 — Звичайна історія (фільм-спектакль) — Сурков
- 1970 — Про любов — Микола
- 1970 — Соло (короткометражний) — Шарков
- 1970 — Дивовижний хлопчик — доктор Капа
- 1971 — Дорога на Рюбецаль — Апанасенко, командир партизанського загону
- 1971 — Змова (фільм-спектакль) — Кейсі Джікс — полковник, начальник об'єднаного штабу
- 1971 — Ніч на 14-й паралелі — Ед Стюар, льотчик
- 1971 — Дозвольте зліт! — Віктор Кирилович Азанчєєв
- 1971 — Людина з іншого боку — Андрій Ізвольський
- 1972 — Будденброки (фільм-спектакль) — Томас Будденброк
- 1972 — Записки Піквікського клубу (фільм-спектакль) — Сем Уеллер
- 1973 — Балалайкин і К° (фільм-спектакль) — Глумов
- 1973 — Всього кілька слів на честь пана де Мольєра (фільм-спектакль) — маркіз д'Орсіньі
- 1973 — Зірковий час (фільм-спектакль) — помічник начальника контррозвідки
- 1973 — Як кішка з собакою (анімаційний) — ведучий
- 1973 — Сімнадцять миттєвостей весни — Геверніц
- 1973 — Цемент — Дмитро Івагін, білогвардієць
- 1974 — Безприданниця (фільм-спектакль) — Сергій Сергійович Паратов
- 1974 — Домбі і син (фільм-спектакль) — містер Домбі
- 1974 — Жереб — Інокентій Жильцов
- 1974 — Іван та Марія — скарбник
- 1974 — Москва, кохання моє — балетмейстер
- 1974 — Сергєєв шукає Сергєєва — Анатолій Анатолійович Петелін
- 1974 — Таня (фільм-спектакль) — Герман Миколайович Балашов, молодий інженер
- 1974 — Гніт (короткометражний)
- 1975 — Будинки вдівця (фільм-спектакль)
- 1975 — Здрастуйте, я ваша тітка! — Брассет, лакей
- 1975 — Із записок Лопатіна (фільм-спектакль) — Лопатін
- 1975 — На все життя, що залишилося… — Крамін, поранений і паралізований лейтенант
- 1975 — Ольга Сергіївна — Троянкін
- 1975 — Шагренева шкіра (фільм-спектакль) — Растіньяк
- 1976 — Шалене золото — Горацій Логан
- 1976 — Денний поїзд — Ігор
- 1976 — Ну, публіка! (фільм-спектакль) — Олексій Тимофійович Балбінський, прокурор
- 1976 — Повість про невідомого актора — Знаменський Роман Семенович, головний режисер театру
- 1977 — Дівчинко, хочеш зніматися в кіно? — Павло Володимирович, режисер
- 1977 — Майже смішна історія — попутник Мєшкова
- 1977 — Сутичка в хуртовині — чужинець, грабіжник-рецидивіст
- 1978 — Гравці (фільм-спектакль) — Втішний
- 1978 — Кентаври — Андрес, змовник
- 1978 — Королі і капуста — Френк Гудвін
- 1978 — Острови в океані (фільм-спектакль) — лейтенант
- 1979 — Гараж — Сидорін, голова гаражного кооперативу
- 1979 — Чоловіки і жінки — Георгій
- 1979 — Сьогодні і завтра — Олександр Григорович Россолов
- 1979 — Ранковий обхід — Алік
- 1979 — Циркачонок — Жорж
- 1980 — Історія кавалера де Гріє і Манон Леско (фільм-спектакль) — Тенвіль
- 1980 — Про бідного гусара замовте слово — Іван Антонович Покровський, полковник
- 1980 — Таємниця Едвіна Друда (фільм-спектакль) — Джаспер
- 1980 — Три роки — Іван Гаврилович Ярцев, вчений-хімік
- 1980 — Чорна курка, або Підземні жителі — Дефорж, вчитель французької
- 1981 — Езоп (фільм-спектакль) — Агностос
- 1982 — Гонки по вертикалі — Олексій Дєдушкін, злодій
- 1982 — Якщо ворог не здається... — Штеммерман
- 1982 — Поспішайте робити добро (фільм-спектакль) — Віктор Горєлов
- 1982 — Субота і неділя (короткометражний) — психолог
- 1982 — Митниця — Володимир Миколайович Нікітін
- 1982 — Чародії — Апполон Митрофанович Сатанєєв — заступник директора НУІНУ
- 1983 — Винагорода — 1000 франків (фільм-спектакль) — Глапьє
- 1983 — Месьє Ленуар, який… (фільм-спектакль) — князь Бореску
- 1983 — Ромео і Джульєтта (фільм-спектакль) — епізод
- 1984 — Вісім днів надії — Ігор Артемович Білоконь — директор шахти
- 1984 — Перегін — Яків Борисович Левін, капітан
- 1985 — Контракт століття — Сміт
- 1985 — Про кота... — Людожер
- 1986 — Рік теляти — Валеріан Сергійович, вчитель музики
- 1986 — Мій ніжно коханий детектив — містер Лестер, старший інспектор Скотленд-Ярду
- 1986 — По головній вулиці з оркестром — Костянтин Михайлович
- 1986 — Подорож мсьє Перрішона — майор Мартьє
- 1986 — Фуете — поет / Воланд
- 1986—1988 — Життя Клима Самгіна — Трифонов, офіцер-алкоголік
- 1987 — Більшовики (фільм-спектакль) — Стєклов, редактор газети «Ізвестія»
- 1987 — Візит до Мінотавра — Павло Петрович Іконніков
- 1987 — Час літати — ВІктор Іванович — саксофоніст, пасажир
- 1987 — Забута мелодія для флейти — Одінков, чиновник «Головного управління вільного часу»
- 1988 — Аеліто, не приставай до чоловіків — Скамейкін Василь Іванович, шахрай
- 1988 — Злодії в законі — Артур
- 1988 — Дороге задоволення — Вільям Тер-Іванов
- 1989 — Візит дами — Альфред Ілл
- 1989 — Бенкети Валтасара, або Ніч зі Сталіним — Лаврентій Павлович Берія
- 1989 — Село Степанчиково і його мешканці (фільм-спектакль) — Коровкін
- 1990 — Московський поліцейський Камінський — Лапшин
- 1990 — Самогубець — конферансьє
- 1990 — Футболіст — Олег Олександрович Норов, футбольний тренер
- 1991 — Загублений в Сибіру — Берія
- 1991 — Небеса обітовані — Дмитро Логінов, «Президент»
- 1991 — Нічні забави — Михайло Федорович Езепов
- 1991 — Терористка — Віктор
- 1992 — Анкор, ще анкор! — Федір Васильович Виноградов, полковник
- 1992 — Хто боїться Вірджинії Вульф? (Фільм-спектакль) — Джордж
- 1992 — Важкі люди (фільм-спектакль) — Еліезер Вайнгартен
- 1993 — Хочу в Америку — Епштейн
- 1994 — Майстер і Маргарита — Воланд
- 1994 — Я вільний, я нічий — Леонід Дмитрович Чесноков
- 1996 — Кар'єра Артуро Уї. Нова версія — актор
- 1997 — Сирота казанська — Павло Оттович Брумель, фокусник
- 1999 — Небо в алмазах — заступник міністра
- 2000 — Будинок для багатих — Роман Петрович Рум'янов, сатирик
- 2000 — Ніжний вік — Саледон старший, відомий скульптор-дисидент
- 2000 — Старі шкапи — генерал
- 2001 — Годинник без стрілок — фотожурналіст
- 2002 — По ту сторону вовків — Голощоков, доктор
- 2003 — Дні ангела — Віктор Зуєв
- 2003 — Кожен зійде на Голгофу — «Дядя Саша»
- 2003 — Снігова любов, або Сон у зимову ніч — Олег Костянтинович
- 2004 — Все починається з любові — Карл
- 2005 — Дев'ять невідомих — Віктор Євгенович Севідов, британський мільйонер російського походження
- 2005 — Лебединий рай — Гришин
- 2005 — Майстер і Маргарита — Каїфа / людина у френчі
- 2006 — Карнавальна ніч 2, або 50 років потому — Політтехнолог Борис Глібович
- 2007 — 12 — 4-й присяжний
- 2007 — Ленінград — режисер театру музичної комедії
- 2007 — Чоловік, дружина і коханець (фільм-спектакль) — Трусоцький
- 2008 — Операція «ЧеГевара» — Василь Петрович
- 2008 — Тяжіння — Олександр Миколайович, художник
- 2009 — Заєць. Любовна історія (фільм-спектакль) — Він
- 2009 — Книга Майстрів — чарівне дзеркало
- 2009 — Осінні квіти — Альфред Вікторович
- 2010 — Родинний дім — Василь Петрович Швець, дивак-селекціонер
- 2010 — Сон Гафта, переказаний Віктюком (фільм-спектакль) — головна роль
- 2010 — Стомлені сонцем 2 — зек Пімен
- 2011 — Життя і пригоди Мішки Япончика — Мендель Герш
- 2011 — Морпіхи — Лазар Семенович Гольдман, лікар-гінеколог
- 2013 — Ялинки 3 (кіноальманах) — Микола Петрович
- 2013 — Шлях лідера. Вогняна річка. Залізна гора — Аркадій Йосипович Преображенський
- 2013 — Найбільша маленька драма (фільм-спектакль) — Свєтловидов, трагік
- 2013 — Студія 17 — Андрій Іванович Дорохов, режисер
- 2014 — Історія однієї бабусі — Гавриїл Мойсейович Фішман
- 2014 — Розриваючи замкнуте коло — Аркадій Йосипович Преображенський, професор Карагандинського університету
- 2015 — Чумацький шлях
- 2016 — Четвертий (короткометражний) — головна роль